# 羅子涵
羅子涵（英語：Loo Zihan，1983年11月11日—），是新加坡的演員、電影導演、藝術家及舞者。他曾在新加坡藝術學校、國立教育學院以及南洋理工大學擔任兼職教師。

## 專業背景
羅子涵擁有芝加哥藝術學院藝術碩士（工作室藝術）學位，以及紐約大學表演研究碩士學位。他目前是加州大學柏克萊分校戲劇與表演博士學位候選人。
他公開自己是同性戀者，也不避諱在其作品中呈現同志主題，儘管這在東南亞社會中仍屬禁忌。他的首部電影《单》（Solos）因為露骨描繪同性性行為，原定於2007年第20屆新加坡國際電影節首映時被撤映。該片後來在韓國釜山舉辦的第12屆釜山國際電影節首映，並成為首部入選美國電影學會電影節（英語：AFI Fest）的新加坡電影，隨後在第23屆義大利都灵同志影展（英語：Turin Gay and Lesbian Festival）獲得Nuovo Sguardi獎，該獎項旨在表彰「反映酷兒電影演進」的作品。
羅子涵亦出演由泰國導演吕翼谋執導的電影《快乐工厂》（Pleasure Factory），該片描寫新加坡芽籠紅燈區的故事，並於2007年坎城影展“一種注目”（Un Certain Regard）單元中首映。
2012年2月，他於M1新加坡藝穗節（英語：M1 Singapore Fringe Festival）中演出《藤條》（Cane）——這是一場僅此一晚的表演，重現了新加坡藝術家吴承祖當年引起轟動的行為藝術作品。該原作曾導致新加坡政府對行為藝術長達十年的停資政策。同年12月，他在电力站舉辦首個個展《檔案‧藤條》（Archiving Cane），展出12件與此作品與其創作實踐相關的物件與長時段表演。
2013年10月至12月間，羅子涵參與群展《Ghost: The Body at the Turn of the Century》，作為新加坡雙年展的平行活動之一。他發表名為《藝術家大會——朗根巴赫檔案》（Artists’ General Assembly – The Langenbach Archive）的行為裝置作品，檔案整理了 Dr. Ray Langenbach 有關藝術家大會（Artists' General Assembly）及其相關活動的約150項資料。2016年，他受新加坡國際藝術節委託，與 Dr. Ray Langenbach 及其 LGB Society of Mind 合作，推出四小時行為藝術作品《我是 LGB》（I Am LGB），其中也引用了Dr. Ray Langenbach的檔案資料。
2015年，他以裝置表演《缺席／在場》（With/Out）為 M1 新加坡藝穗節揭幕。該作品靈感來自The Necessary Stage1999年的原創獨白劇《完全沒有角色》（Completely With/Out Character），由新加坡第一位公開自己是 HIV 陽性的病患——周丰林演出。羅子涵曾對《海峽時報》表示：「作為一個酷兒，我一直深受周丰林的勇氣與堅韌所感動。常常在想，如果我處於他的處境，是否也有勇氣像他那樣站出來。」《缺席／在場》中首次公開播放了1999年原作三場演出的錄像。
該作品於2017年再度演出，作為濱海藝術中心《The Studios》劇季中的一部分，由新加坡演員及前國會議員许优美現場朗讀劇本，配合原演出錄像共同呈現。
2015年，羅子涵獲新加坡國家藝術理事會頒發年轻藝術家獎（Young Artist Award）。同年，他也獲邀為新加坡美術館舉辦的「總統青年藝術家計畫」（Presidents' Young Talents）創作裝置作品。他並以戲劇作品《宣言》（Manifesto，由必要劇場與戲盒 Drama Box 聯合製作）中的多媒體設計，榮獲2017年《海峽時報》Life! 劇場獎「最佳多媒體設計獎」。

## 影視與劇場作品年表
- 《缺席／在場》（With/Out）（2017／2015，劇場）— 導演
- 《我是LGB》（I Am LGB）（2016，劇場）— 合作者與藝術家
- 《宣言》（Manifesto）（2016，劇場）— 多媒體設計
- 《潰瘍》（Chancre）（2011，短片）— 導演
- 《Aemaer》（2010，短片）— 導演
- 《臨界點》（Threshold）（2009，電影）— 編劇與導演
- 《Past Carin'》（2009，劇場）— 多媒體設計
- 《Frozen Angels》（2009，劇場）— 多媒體設計
- 《胖女孩》（Gemuk Girls）（2008，劇場）— 多媒體設計
- 《快乐工厂》（Pleasure Factory）（2007，電影）— 演員
- 《单》（Solos）（2007，電影）— 編劇、導演與演員
- 《驗屍》（Autopsy）（2007，紀錄短片）— 編劇、導演與演員
- 《胚胎》（Embryo）（2006，短片）— 編劇與導演
- 《無題》（Untitled）（2006，短片）— 編劇、導演與演員